# 2. arrondissement i Paris
2. arrondissement i Paris er et af Paris' 20 arrondissementer og er placeret i centrum af byen.

## Geografi
Arrondissementet afgrænses af Boulevard des Capucines og Boulevard des Italiens i nordvest, af Boulevard Montmartre,
Boulevard Poissonniere og Boulevard de Bonnenouvelle i nordøst, Boulevard de Sebastopol i sydøst og af Rue de Capucines, Rue Danielle Casanova, Rue des Petits Champs, Rue de Feuillade og Rue Etienne Marcel i sydvest.

### Bykvarterer
Arrondissementet er delt i fire bykvarterer:

#### Gaillon
Gaillon er det vestligste kvarter og er afgrænset mod øst af Rue Sainte Anne og Rue de Gramont

#### Vivienne
Vivienne afgrænses mod øst af Rue de Notre Dame des Victoires

#### Mail
Mail afgrænses mod øst af Rue des Petits Carreaux

#### Bonne-Nouvelle
Bonne-Nouvelle afgrænses mod øst af Boulevard de Sebastopol

### Byudvikling
Udviklingen i kvadratmeterpriser 1991-2010

## Demografi

### Befolkningsudvikling
| År   | Befolkning |
| ---- | ---------- |
| 1954 | 43.701     |
| 1962 | 40.959     |
| 1968 | 35.593     |
| 1975 | 26.225     |
| 1982 | 21.368     |
| 1990 | 20.742     |
| 1999 | 19.640     |